# Room 222
Room 222 est une série télévisée américaine en 112 épisodes de 30 minutes créée par James L. Brooks et diffusée du 11 septembre 1969 au 11 janvier 1974 sur le réseau ABC. L'action se déroule dans un lycée et suit plus particulièrement un professeur en Histoire contemporaine, ses proches collègues et certains de ses étudiants.
Cette série est inédite dans les pays francophones.

## Synopsis
La série tire son nom de la salle de classe où se déroulent les cours d’Histoire du professeur Dixon et les épisodes racontent son quotidien d’enseignant dévoué et passionné, confronté à toutes sortes des situations et vient en aide à ses étudiants.

## Distribution
- Lloyd Haynes : Mr Pete Dixon
- Denise Nicholas : Miss Liz McIntyre
- Michael Constantine : Mr Seymour Kaufman
- Karen Valentine : Miss Alice Johnson